# 太华寺
太华寺是云南省昆明市西山区的一座汉传佛教寺院，主体建筑位于西山森林公园西山公路北侧，海拔2167米，占地面积3562平方米，内部建有石牌坊、天王殿、正殿、大悲阁等建筑。1983年3月28日，该寺院被公布为昆明市第一批重点文物保护单位。

## 历史沿革
太华寺的前身佛严寺始建于元大德十年（1306年），高僧玄鉴曾应梁王邀请来此传道讲法。明朝中叶，沐英后人在寺院内建起家庙思召堂，用于供奉历任沐氏总兵官。清康熙二十六年（1687年），云贵总督范承勋拆除吴三桂府邸并将其建材运至太华寺用于重建大殿和大悲阁。咸丰七年（1857年），太华寺毁于战火，此后直至光绪九年（1883年），该寺才得以重建，其院内格局也基本定型。

## 建筑与文物
太华寺坐西向东，背靠西山，面向滇池，沿中轴线依次建有石牌坊、天王殿、正殿和大悲阁，周围分布有明镜轩、思召堂、一碧万顷楼等附属建筑。其中正殿为单檐歇山顶式结构，面阔5间，进深4间，正面安装清式格扇门，两侧分别通过游廊连接其他建筑。太华寺各建筑的具体建造及修缮时间不明，建筑原始用途也存在争议，目前该方面的研究较为匮乏。

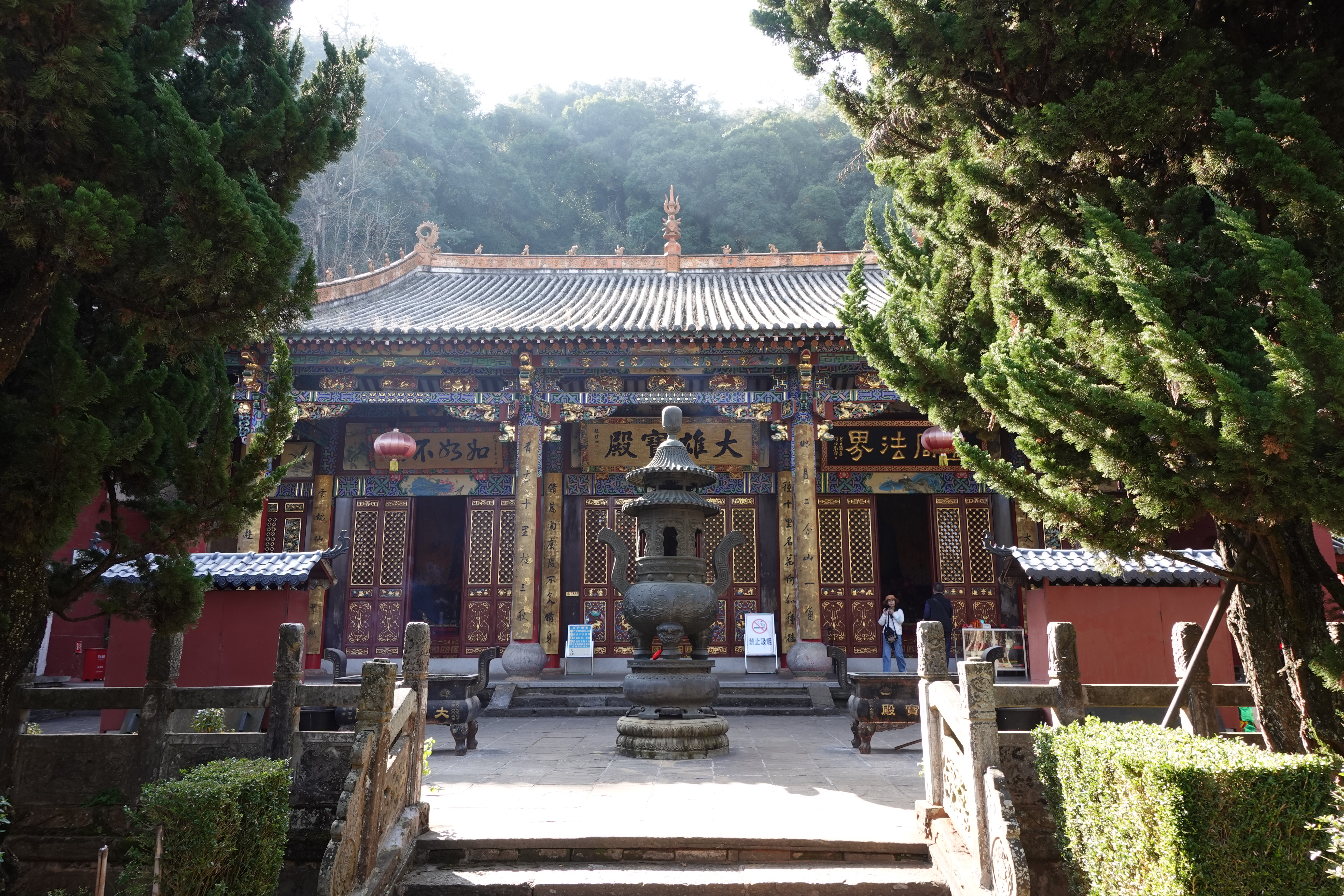
太华寺大殿

有文献记载，太华寺天王殿供奉的四大天王、弥勒佛、韦驮菩萨，正殿的三身佛、阿难、迦叶、八大金刚、观音菩萨等塑像均出自打造了筇竹寺五百罗汉的清代泥塑大师黎广修之手，大殿两侧的14尊观音铜像则可能来自已被拆除的金蝉寺。

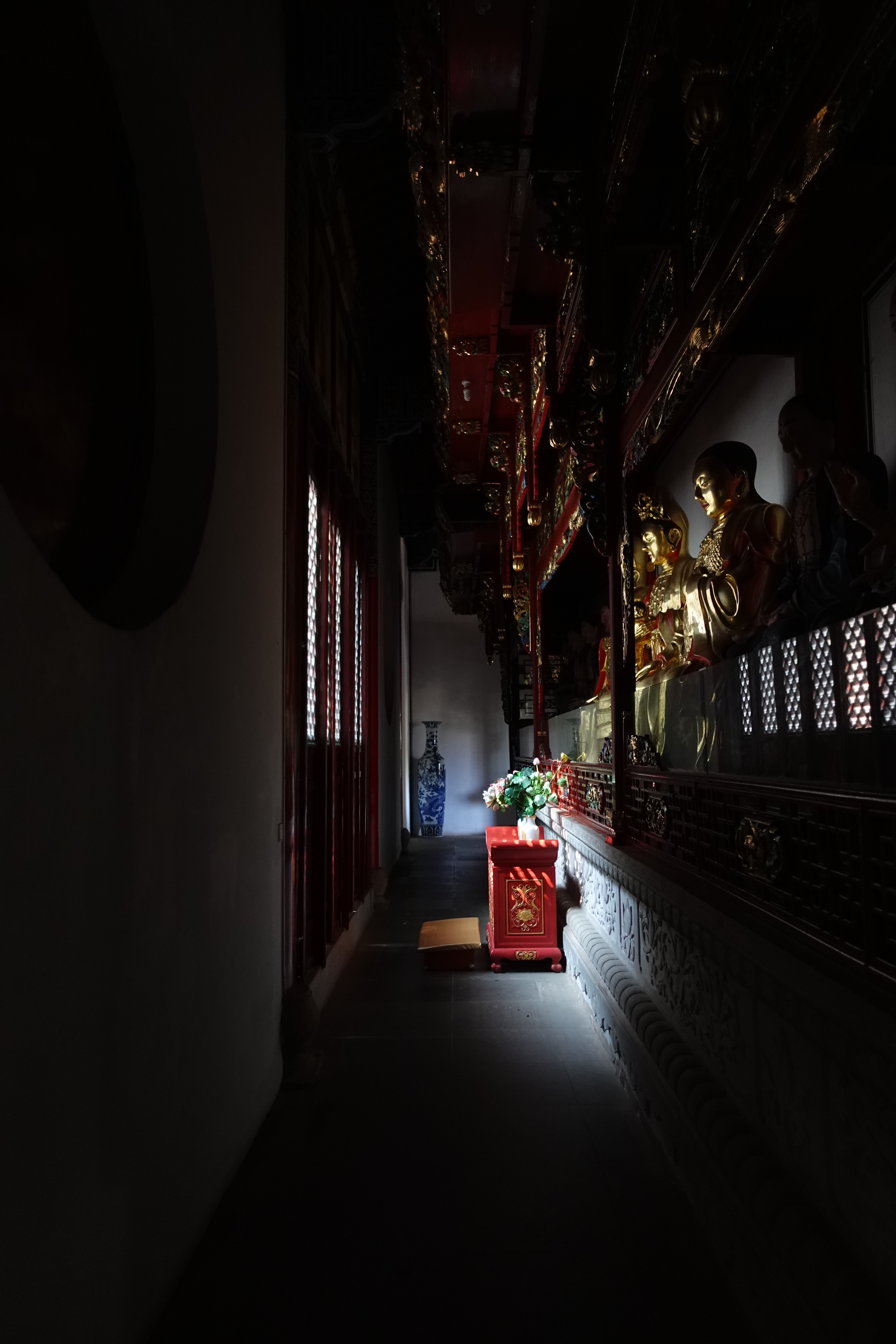
太华寺大殿内的铜像

太华寺还保存有多块珍贵碑刻，碑上内容对寺院历史研究具有一定价值，代表作品包括：赵世延的《太华山佛严寺无照玄鉴禅师行业记》、沐英的《题太华山佛严禅寺》、范承勋的《太华记胜》、陈古逸的游寺诗碑、郭沫若的《游西山七律诗》等。

## 文物保护
中华人民共和国成立后，太华寺长期由园林部门管理维护，2006年，昆明市佛教协会正式接收该寺院，之后一段时间，寺内僧人与相关部门人员一同对天王殿和大殿开展了抢救性保护和修复工作、加固和修复了暴雨导致的山体垮塌面并增修了生活和消防水池。2017年，昆明市旅游发展委员会又调拨300万人民幣用于太华寺改造升级。